# Chute libre (Breaking Bad)
 (février 2015).
Si vous disposez d'ouvrages ou d'articles de référence ou si vous connaissez des sites web de qualité traitant du thème abordé ici, merci de compléter l'article en donnant les références utiles à sa vérifiabilité et en les liant à la section « Notes et références ».
Pour les articles homonymes, voir Chute libre.
Chute Libre (Pilot) est le premier épisode de la saison 1 de la série américaine Breaking Bad, écrit et réalisé par son créateur Vince Gilligan.
L'épisode a originellement été diffusé le 20 janvier 2008 sur la chaîne américaine AMC.
Il a été diffusé en France pour la première fois sur Orange Cinémax le 20 octobre 2009 puis sur la chaîne Arte le 9 octobre 2010.

## Résumé
Un homme en sous-vêtements (Bryan Cranston) et portant un masque à gaz conduit à toute allure un camping-car sur une route du désert du Nouveau-Mexique. Un jeune homme, portant également un masque à gaz, le visage boursouflé, occupe inconscient le siège passager du véhicule. Alors que la caravane s'enfonce dans un fossé, deux corps inertes roulent sur le sol du véhicule. Le conducteur, essoufflé, s'échappe du véhicule une caméra à la main, équipé d'un revolver et de son porte-feuilles. Se présentant comme Walter Hartwell White, il enregistre un adieu désespéré adressé à sa femme, son fils et sa fille au son lointain des sirènes de la police. Son message terminé, il s'écarte de la route, un pistolet à la main. 
Trois semaines plus tôt, Walter fête à son domicile son cinquantième anniversaire. Il réside dans la ville d'Albuquerque, avec sa femme Skyler (Anna Gunn), et son fils de 15 ans Walter Jr. (RJ Mitte), atteint de paralysie cérébrale. Professeur de chimie désabusé et surqualifié travaillant dans un lycée, il arrondit ses fins de mois difficiles en tant que caissier dans une station de lavage. Parmi les invités de son anniversaire surprise se trouvent son beau-frère, Hank (Dean Norris), agent de la DEA, et sa femme Marie (Betsy Brandt). Plus tard dans la soirée, Hank apparaît dans un reportage télévisé relatant sa descente dans un laboratoire clandestin de méthamphétamine. Intrigué, Walter découvre alors un monde où l'argent facile semble être à la portée de tous. 
Le jour suivant, Walter s'évanouit à la station de lavage. Une fois à l'hôpital, il apprend alors qu'il est atteint d'un cancer du poumon en phase terminale, et n'a plus que quelques années à vivre. De retour chez lui, il décide de ne pas partager la nouvelle avec sa famille. Le lendemain, dans un excès de colère, il démissionne de son second emploi, trop humiliant. Invité par son beau-frère Hank, il assiste alors à l'une de ses opérations policières dans le but de « pimenter son quotidien ». Alors que Hank et son partenaire Steven Gomez (Steven Michael Quezada) balaient la scène d'un laboratoire clandestin, Walt aperçoit Jesse (Aaron Paul), un de ses anciens élèves, s'échappant du lieu du crime tandis que son partenaire Emilio Koyama (John Koyama) se fait arrêter par la DEA. Plus tard dans la soirée, Walt se rend chez Jesse et lui propose alors un marché : s'associer avec lui pour produire de la méthamphétamine ou le dénoncer à son beau-frère. 
Walt retourne alors au lycée qui l'emploie, dans le but de voler du matériel lui permettant de fabriquer de la drogue. Jesse, quant à lui, s'arrange pour acheter une caravane usagée et la transformer en laboratoire mobile. Après avoir récupéré ses économies pour payer le véhicule, Walt disparaît dans le désert accompagné de son ancien élève, devenu partenaire. Utilisant ses facultés exceptionnelles de chimiste, Walter produit alors ce que Jesse décrira comme la drogue la plus pure qu'il ait jamais vue. 
De retour à Albuquerque, Jesse décide d'emmener un échantillon de la marchandise à son partenaire Krazy-8 (Maximino Arciniega), un cousin de son ancien associé Emilio. Libéré sous caution, Emilio s'attaque alors à Jesse, persuadé qu'il l'a dénoncé et qu'il est un informateur de la police. Jesse finit par les emmener dans le désert afin de témoigner de leur désir de s'associer. Alors que Krazy-8 semble prêt à s'associer avec Walter, impressionné par la qualité de sa production, Emilio reconnaît le professeur, présent quelques jours auparavant lors de la descente de la DEA à son domicile. Tenu en joue par Krazy-8, Jesse essaie de s'échapper du véhicule mais trébuche et perd conscience. Walt, suppliant pour sa vie, promet alors de révéler sa formule aux deux cousins. De retour dans la caravane, il prépare méticuleusement les ingrédients nécessaires à la fabrication de la drogue. Profitant d'un feu de broussailles déclenché accidentellement par Emilio, Walt s'échappe du laboratoire en relâchant de la phosphine en mélangeant des produits chimiques. Alors que Walter bloque la porte de la caravane, les deux trafiquants perdent connaissance. 
Détachant hâtivement Jesse et l'équipant d'un masque à gaz, Walter l'installe sur le siège passager et décide de s'éloigner de la scène, le feu étant devenu hors de contrôle. Après une collision, Walt s'installe au milieu de la route, et tente de se tirer une balle de revolver dans la tête. À son grand soulagement, la sécurité de l'arme l'en empêche. Alors qu'au loin les sirènes de la police semblent se rapprocher, Walter s'aperçoit qu'elles appartiennent en fait à des camions de pompiers. Walt cache alors son revolver. Jesse, le visage abîmé, rampe alors hors du laboratoire afin de rejoindre son nouveau partenaire. Plus tard dans la nuit, Walt rentre chez lui et se retrouve nez à nez avec Skyler, endormie, lui demandant si elle avait bien affaire à ce dernier. 

## Production
La série Breaking Bad a été créée par le scénariste américain Vince Gilligan, souhaitant faire mettre au cœur de son œuvre le passage progressif de son protagoniste en antagoniste. Selon lui « la télévision a toujours été efficace pour préserver ses personnages dans des rôles prédéfinis pour que les programmes puissent durer des années durant, voire pendant des décennies. Lorsque je m'en suis rendu compte, l'étape suivante a alors été de me demander comment je pourrais mettre en scène une série dont le cœur serait le changement fondamental d'un protagoniste. » Il ajoutera par la suite que son but premier a été de transformer Walter White d'un "M. Chips" en un véritable "Scarface". L'idée de la transformation de Walt en dealer de méthamphétamine serait venue lors d'une discussion entre Vince Gilligan et son collègue Thomas Schnauz, plaisantant sur le fait que la solution à leur non-emploi serait de « fabriquer de la meth à bord d'une caravane, et de parcourir le pays pour la vendre ». La série était à la base censée se dérouler dans la ville de Riverside en Californie, mais après les suggestions du studio Sony, la ville d'Albuquerque au Nouveau Mexique a été choisie pour des raisons fiscales.
Vince Gilligan choisit de donner le rôle de Walter White à Bryan Cranston, à la suite de leur collaboration antérieure sur un épisode de la saison 6 de la série X-Files : Aux frontières du réel lorsque Gilligan commençait alors sa carrière de scénariste à la télévision. Cranston jouait alors un antisémite atteint d'une maladie en phase terminale, qui détenait l'agent Fox Mulder (David Duchovny) en otage. Selon Gilligan, son protagoniste devait à la fois être détestable et antipathique pour les téléspectateurs, un tour de force pouvant être réalisé aisément par Bryan Cranston. Les cadres de la chaîne AMC, quant à eux, étaient dans un premier temps hésitants à engager l'acteur, à cause de sa popularité dans le rôle comique de Hal dans la série Malcolm. Ils proposèrent alors le rôle à Matthew Broderick puis à John Cusack, qui refusèrent leur offre. Ce n'est qu'après avoir vu la prestation de Cranston dans X-Files que les cadres changèrent d'avis, impressionnés par le potentiel dramatique de l'acteur. Afin de refléter l'état de déclin mental de son personnage, Bryan Cranston prit plus de 5 kilos pour le premier épisode de la série, et décida de se teindre les cheveux en châtain afin de masquer sa rousseur naturelle. Pour rendre Walter White le plus impotent possible et le moins remarquable lors de cet épisode, il travailla avec les costumières de la production pour en faire un personnage particulièrement fade et passe-partout.

## Musiques du film
- Dave Porter –  Breaking Bad (thème principal)
- Peter Reno –  Camillano
- Stonewall Jackson –  Come On Home and Have Your Next Affair With Me
- Eric Chun –  Cruisin' (As Heard In Things You Can Tell Just By Looking At Her)
- Reginald Wade –  Flutter
- Reg Tilsley –  Return to Summer
- Richard Wagner (interprété par Dean Norris) – Chevauchée des Walkyries
- Carolina Slim –  Dirty South Hustla
- Rodrigo y Gabriela –  Tamacun
- The In Crowd –  Mango Walk
- Working for a Nuclear Free City –  Dead Fingers Talking
- FDK –  A Gosar (feat. Tori Papa)
- Pudge –  Get Low
- Molotov –  Apocalypshit
- Mick Harvey –  Out of Time Man

## Réception critique
L'épisode a été particulièrement bien reçu par la critique. On peut notamment citer Télérama, qui, à la suite de la diffusion de l'épisode sur Arte encense la série et son créateur : « Unique, très noire, récompensée à de multiples reprises, Breaking Bad est l'une des productions les plus poignantes de ces dernières années ».
Aux États-Unis, la diffusion de l'épisode en 2008 avait à l'époque rassemblé moins d'un million de téléspectateurs, étant diffusé en même temps qu'un important match des playoffs de la NFL, le championnat de football américain.
Pour sa prestation dans cet épisode, Bryan Cranston a remporté l'Emmy Award du Meilleur Acteur dans une série dramatique. Vince Gilligan quant à lui, a été nommé en tant que Meilleur réalisateur pour une série dramatique lors de cette même cérémonie, et remporta le prix du Meilleur épisode de série dramatique de la Writers Guild of America, syndicat des scénaristes américains.

### Chimie

Kjeldahl flask (flacon Kjeldahl).
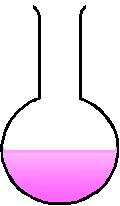
Round bottom flask (ballon à fond rond).
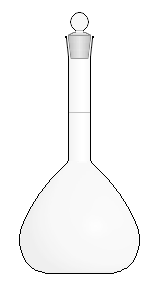
Volumetric flask (fiole jaugée).
Erlenmeyer flask (fiole Erlenmeyer).
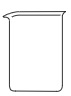
Griffin beaker (bécher Griffin).

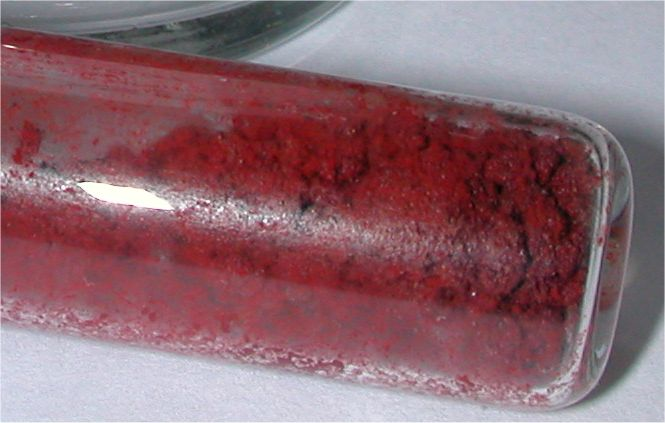
Échantillon de phosphore rouge